# História da cidade de São Paulo
A história da cidade de São Paulo ocorre paralelamente à história do Brasil, ao longo de aproximadamente 471 anos de sua existência, contra os mais de quinhentos anos do país. Todavia tenha sido marcada por uma relativa inexpressividade, seja do ponto de vista político ou econômico, durante os primeiros três séculos desde sua fundação, São Paulo destacou-se em diversos momentos como cenário de variados e importantes momentos de ruptura na história do país.
São Paulo surgiu como missão jesuítica, em 25 de janeiro de 1554, realizada pelo padres Manuel da Nóbrega e José de Anchieta, reunindo em seus primeiros territórios habitantes de origem tanto europeia quanto indígena. Com o tempo, o povoado acabou caracterizando-se como entreposto comercial e de serviços de relativa importância regional. Esta característica de cidade comercial e de composição heterogênea vai acompanhar a cidade em toda a sua história, e atingirá o seu ápice após o espetacular crescimento demográfico e econômico advindo do ciclo do café e da industrialização, que elevariam São Paulo ao posto de maior cidade do país.

## Período Pré-Colonial
As datações por carbono-14 mais antigas obtidas até o momento sugerem que os primeiros grupos humanos se estabeleceram no atual estado de São Paulo nos milênios iniciais do Holoceno, há entre 11 e 9 mil anos. Essa ocupação inicial se deu por populações indígenas nômades que viviam em pequenos acampamentos, possuíam uma economia caçadora que necessitava de uma diversidade de artefatos líticos produzidos pela técnica de lascamento, bem como instrumentos confeccionados a partir de matéria prima orgânica (como osso e madeira). Entre os artefatos líticos produzidos podem ser destacados os raspadores unifaciais de grandes dimensões, bastante utilizados para atividades de descarne de animais, assim como pontas de projéteis e percutores. A princípio, como forma de facilitar o entendimento dos processos de ocupação da região, pesquisas arqueológicas voltadas para o contexto do território paulista associaram essas populações a duas tradições arqueológicas distintas: Umbu e Humaitá.
Por sua vez, os registros arqueológicos mais antigos já descobertos no município de São Paulo foram coletados no sítio Morumbi, apresentando uma datação estimada de 5 500 anos Antes do Presente. Encontrado por acaso em 1964, no sítio Morumbi foram identificadas mais de 200 000 peças líticas ao longo de quatro etapas de escavações, o que reforçaria a hipótese de que se tratava de uma área para obtenção de matéria-prima para produção de ferramentas de pedra. Em 2002, durante as obras do Rodoanel, foi encontrado um outro sítio arqueológico com grande número de fragmentos de pedras lascadas, o qual foi denominado Jaraguá 2.
Os registros arqueológicos referentes às populações horticultoras e ceramistas são logicamente mais recentes em São Paulo e arredores, provavelmente remontando aos primeiros séculos da era cristã. Dominando a agricultura de cultivares ricos em carboidratos como o milho e a mandioca, tais grupos apresentavam uma densidade demográfica maior, sendo estes os antepassados das populações falantes de línguas filiadas aos troncos Macro- Jê e Tupi. Apesar de também produzirem ferramentas a partir de rochas e outros materiais, os vestígios arqueológicos pelos quais são mais conhecidos são as cerâmicas. É o caso dos sítios Jaraguá 1, Jardim Princesa 1, Jardim Princesa 2 e Penha, locais onde a cerâmica encontrada foi associada à Tradição Tupiguarani. Outros sítios arqueológicos onde material cerâmico indígena foi encontrado, porém sem associação com tradições arqueológicas conhecidas são: Olaria II, Jaraguá Clube e Paulistão. Há também evidências abundantes da presença de populações ceramistas Jê, geralmente associados pela literatura arqueológica à Tradição Itararé-Taquara.
Durante o século XIX, diversas pesquisas históricas concluíram, com base em documentos do período colonial, que as terras do Planalto de Piratininga eram habitadas pelos Guaianás (também conhecidos como Guaianazes). Embora hoje saiba-se que estes grupos eram relacionados ao tronco linguístico Macro-Jê, possivelmente ancestrais dos atuais Kaingang, foram frequentemente associados aos povos de língua tupi-guarani pela historiografia paulista oitocentista. De acordo com Monteiro:
“...a ‘tradição histórica’ teria se originado com Gabriel Soares de Sousa ainda no século XVI, que de forma bastante vaga atribuía aos Guaianá um território que se estendia de Angra dos Reis a Cananeia, tradição essa vulgarizada por Pedro Taques, Frei Gaspar, Machado de Oliveira, Varnhagen, Azevedo Marques e Couto de Magalhães, entre outros, que confundiam os Guaianá de Soares de Sousa com os Tupi de outras fontes coêvas (Ribeiro, 1908, 183). Nessas alturas, porém, Teodoro Sampaio já havia matado a charada: a partir de um criterioso estudo dos escritores quinhentistas, concluiu o tupinólogo baiano que os Guaianá eram, de fato, um grupo não-tupi mas não eram os principais habitantes das áreas posteriormente colonizados pelos portugueses (Sampaio, 1897 e 1903)”.
Por outro lado, dados e informações arqueológicas e historiográficas dos séculos XVII e XVIII demonstraram que os Guaianá eram bastante numerosos na vila de São Paulo nessa época, visto que eram capturados pelas expedições bandeirantes para servirem como escravos nas lavouras. O termo “Guaianá”, contudo, não descreve necessariamente um povo em específico, mas diversas populações não-Guaranis, não sendo um termo usado pelos próprios indígenas. De acordo com os relatos deixados pelos jesuítas no século XVI, o chamado planalto de Piratininga era habitado predominantemente por grupos tupis quando da chegada dos europeus, sendo frequentemente citados os tupiniquins.

## Período colonial

### Antecedentes
Em 1532, Martim Afonso de Sousa fundou no litoral de São Paulo a primeira vila brasileira, de São Vicente. Onde ocorreu o primeiro conflito entre europeus na América Sul, a Guerra de Iguape. Donatário da capitania de São Vicente, Martim Afonso incentivava a ocupação da região e outras vilas são criadas no litoral (Itanhaém, 1532; Santos, 1546). Poucos anos depois, vencida a barreira representada pela serra do Mar, os colonizadores portugueses avançam pelo planalto Paulista, estabelecendo novos povoados. Em 1553, João Ramalho, que vivia no planalto desde antes da criação de São Vicente, funda a vila de Santo André da Borda do Campo, situada no caminho do mar (atual região do ABC paulista). Explorador português, João Ramalho era casado com a índia Bartira. Esta, por sua vez, era filha do cacique Tibiriçá, chefe da tribo dos tupiniquins. João Ramalho encontrava-se, dessa forma, apto a exercer a função de intermediário dos interesses portugueses junto aos indígenas.

### Fundação

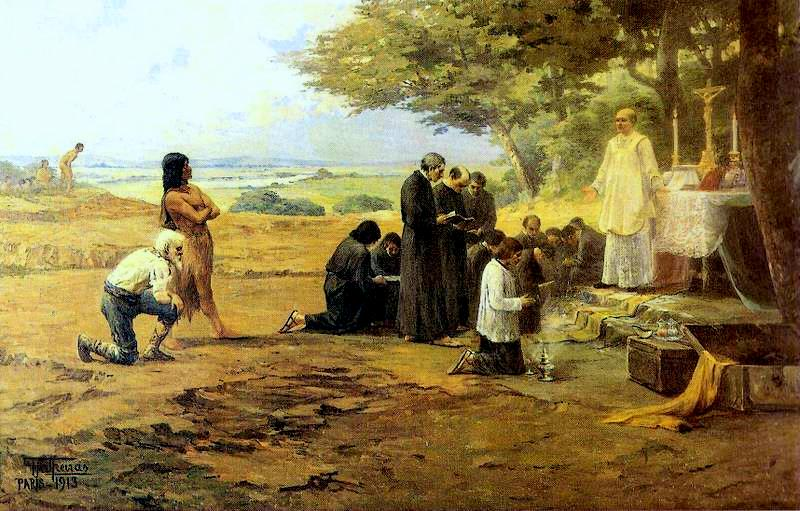
Fundação de São Paulo, 1913. Pintura de Antônio Parreiras.

Interessado em estabelecer um local onde pudesse catequizar os indígenas longe da influência dos homens brancos, o padre Manuel da Nóbrega, superior da Companhia de Jesus no Brasil, observou que uma região próxima, localizada sobre um planalto, seria o ponto ideal, então chamado de Piratininga. Em 29 de agosto de 1553, padre Nóbrega fez 50 catecúmenos entre os nativos, o que fez aumentar a vontade de fundar um colégio jesuíta no Brasil.

Embora a busca da catequese sem a influência do homem branco fosse um objetivo, o que precipitou a mudança para o planalto foi a necessidade de resolver o problema de alimentação dos indígenas que estavam sendo doutrinados, como afirma o padre Anchieta:
| “ | Para sustento destes meninos, a farinha de pau era trazida do interior, da distância de 30 milhas. Como era muito trabalhoso e difícil por causa da aspereza do caminho, ao nosso Padre (padre Manuel da Nóbrega) pareceu melhor no Senhor mudarmo-nos para esta povoação de índios, que se chama Piratininga. | ” |
Em janeiro de 1554, um grupo de jesuítas, comandado pelo padre Manuel da Nóbrega e auxiliado pelo igualmente jesuíta José de Anchieta, chega ao planalto, auxiliado por João Ramalho. Com o objetivo de catequizar os indígenas que viviam na região, os jesuítas erguem um barracão de taipa de pilão, em uma colina alta e plana, localizada entre os rios Tietê, Anhangabaú e Tamanduateí, com a anuência dos chefes indígenas locais, como o cacique Tibiriçá, que comandava uma aldeia de tupiniquins nas proximidades, e o chefe Tamandiba. Em 25 de janeiro daquele ano, dia em que se comemora a conversão do apóstolo Paulo, o padre Manuel de Paiva celebra a primeira missa na colina. A celebração marcou o início da instalação dos jesuítas no local, e entrou para a história como o nascimento da cidade de São Paulo. Dois anos depois, os padres erguem uma igreja – a primeira edificação duradoura do povoado. Em seguida, ergueram o colégio e o pavilhão com os aposentos. Destas construções originais, resta apenas uma parede de taipa, onde hoje encontra-se o Pátio do Colégio.

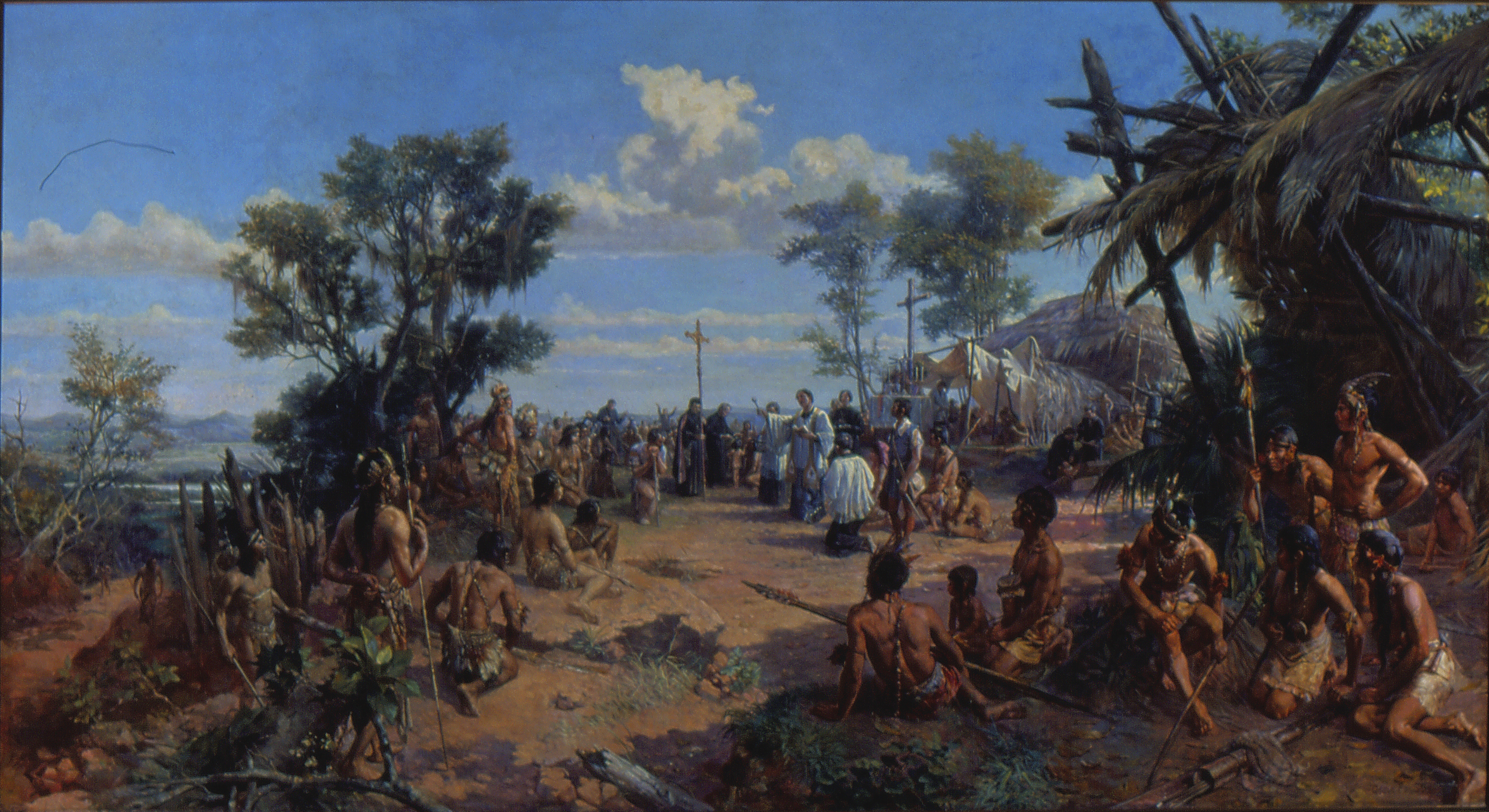
Quadro Fundação de São Paulo, produzido em 1909 por Oscar Pereira da Silva.

Ao redor do colégio, formou-se uma pequena povoação de indígenas convertidos, jesuítas e colonizadores portugueses. Em 1560, a população do povoado seria expressivamente ampliada, quando, por ordem de Mem de Sá, governador-geral da colônia, os habitantes da vila de Santo André da Borda do Campo são transferidos para os arredores do colégio. A vila de Santo André é extinta, e o povoado é elevado a esta categoria, com o nome de "Vila de São Paulo de Piratininga". Por ato régio, é criada, no mesmo, ano, sua Câmara Municipal, então chamada "Casa do Conselho". É provavelmente nesse mesmo ano de 1560 que é criada a "Confraria da Misericórdia de São Paulo" (atual Santa Casa de Misericórdia).
Em 1562, incomodados com a aliança entre tupiniquins e portugueses, os tupinambás, unidos na Confederação dos Tamoios, lançam uma série de ataques contra a vila em 9 de julho, no episódio conhecido como Cerco de Piratininga. A defesa organizada por Tibiriçá e João Ramalho impede que os tupinambás entrem em São Paulo, e os obriga a recuar, em 10 de julho do mesmo ano.

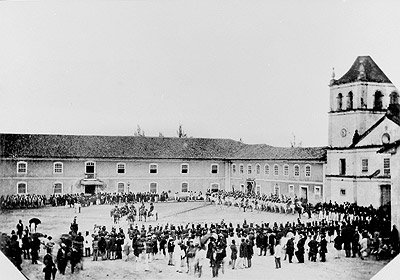
Pátio do Colégio, em São Paulo, fundado por Nóbrega, Anchieta, Paiva e Brás em 1554. Fotografia de Militão Augusto de Azevedo, em 1862. Ponto de origem da expansão territorial e da colonização do interior do país, e hoje a maior cidade do Hemisfério Sul e a quinta maior cidade do mundo.

Ainda em 1590, com a iminência de um novo ataque a cidade novamente se prepara com obras de defesa, e é claro que nesse ambiente cheio de incertezas a prosperidade se torna impossível. Mas na virada do século XVII a situação se acalma e se consolida o povoamento, nas palavras de Alcântara Machado:
Afinal, com o recuo, a submissão e o extermínio do gentio vizinho, mais folgada se torna a condição dos paulistanos e começa o aproveitamento regular do chão. Deste, somente deste, podem os colonos tirar sustento e cabedais [bens materiais]. É nulo, ou quase nulo, o capital com que iniciam a vida. Entre eles não há representantes das grandes casas peninsulares [famílias do Reino], nem da burguesia dinheirosa. Certo que alguns se aparentam com a pequena nobreza do reino. Mas, se emigram para província tão áspera e distante, é exatamente porque a sorte lhes foi madrasta na terra natal. Outros, a imensa maioria, são homens do campo, mercadores de recursos limitados, artífices aventureiros de toda casta, seduzidos pelas promessas dos donatários ou pelas possibilidades com que lhes acena o continente novo.

### Ocupação da cidade
Desde o início, a ocupação das terras da cidade se deu de forma policêntrica, com diversos aldeamentos, principalmente jesuítas mas também de outras ordens eclesiásticas, em torno das quais iniciavam-se as aglomerações. A motivação mais natural para isso, em São Paulo, era o relevo da cidade, com muitos aclives e riachos. A organização urbana, da mesma forma que em toda a colônia, era centrada, administrativa e eclesiasticamente, nas paróquias. Cada paróquia era centrada em uma capela.
A primeira paróquia foi, naturalmente, a Freguesia da Sé, fundada em 1589. Conforme os demais núcleos foram crescendo, eles desmembraram-se, com novas capelas ganhando status de paróquia. As paróquias desmembradas do centro foram:
- 1796, 26 de março: Paróquias de Nossa Senhora do Ó e Penha de França, ambas distantes cerca de 10 km do centro;
- 1809, 21 de abril: Paróquia da Santa Ifigênia, mais próxima mas naturalmente separada pelo rio Anhangabaú;
- 1812, 21 de outubro: Paróquia de São Bernardo, que no ano seguinte (1813, 9 de novembro) foi ainda elevado a distrito;
- 1818, 8 de junho: Paróquia do Brás, também mais próxima, mas naturalmente separada pelo rio Tamanduateí.

Além dessas, houve diversos aldeamentos mais distantes. Dentre eles, apenas três prosperaram: Pinheiros, Sant'Anna e São Miguel, ambos fundados por José de Anchieta em 1560. Inaugurada em 1580 e posteriormente reconstruída em 1622, a capela erigida pelos jesuítas no atual bairro de São Miguel Paulista é considerada a mais antiga do município de São Paulo. Vários aldeamentos foram dizimados pela varíola, dentre os quais podemos citar: Itaquaquecetuba, Mboy, Itapecerica, Barueri, Guarapiranga, Carapicuíba, Ibirapuera e Guarulhos.
São desta época os primeiros caminhos: o que ia ao Campo do Guaré (hoje chamado bairro da Luz) tornou-se a atual rua Florêncio de Abreu. Os outros dois dariam origem às hoje denominadas rua 15 de Novembro e rua Direita.

Também no século XVI são fundadas novas igrejas: a Matriz, em 1588 (primeiro protótipo da Sé paulistana), a de Nossa Senhora do Carmo, de 1592 (demolida em 1928), a Igreja de Santo Antônio (ainda hoje na Praça do Patriarca), e a capela de Nossa Senhora da Assunção, por volta de 1600 (que daria origem ao atual Mosteiro de São Bento). Um viajante chegando à cidade nas primeiras décadas do século XIX veria algo como:
| “ | Depois de ultrapassar a Igreja da Penha sobre sua pequena colina, ele descortinaria, ao longe, o sítio inteiro da cidade. Sobreposta sobre outra colina, São Paulo apareceria-lhe dominado pelas torres de suas oito igrejas, seus dois conventos e seus três mosteiros. Era ainda necessário caminhar quase nove quilômetros, atravessar o pequeno aglomerado formado em torno da Igreja do Brás, passar o sítio pantanoso do Carmo, cruzar a ponta lançada sobre o Riacho do Tamanduateí para chegar afinal ao centro urbano. | ” |
A base da alimentação nos primeiros tempos era formada pela canjica, uma das principais influência indígena na culinária colonial, o angu de fubá ou de farinha de milho e de mandioca. Convenientemente que esses alimentos não precisavam de sal, que naquela época era raro. A mandioca, que era o principal alimento no início do aldeamento, foi aos poucos sendo superada pelo milho. O trigo, embora desse bem na região, não foi muito utilizado no início - apenas para hóstias e bolinhos - devido a facilidade de se obter a mandioca e o milho. Apenas nos primeiros anos do século XVII que se iniciou uma produção maior de trigo, com pelo menos cinquenta plantadores de trigo no planalto e diversas licenças da Câmara para os moradores fazerem seus próprios moinhos.
Além desses alimentos-base, faziam parte da dieta as frutas bravas e selvagens, palmitos e outros alimentos encontrados nas roças ameríndias, bem como muitas frutas europeias como maçãs, pêssegos, amoras, melões e melancias. A cultura da vinha também teve desenvolvimento nos primeiros anos, sendo que se encontrava sempre muito vinho na vila, a não ser quando os comerciantes espertos tentavam o açambarcamento. Esses vinhos muitas vezes eram utilizados como remédio, servindo de veículos para plantas medicinais. O mesmo se dava com a cachaça que era produzida na região.

### Os bandeirantes

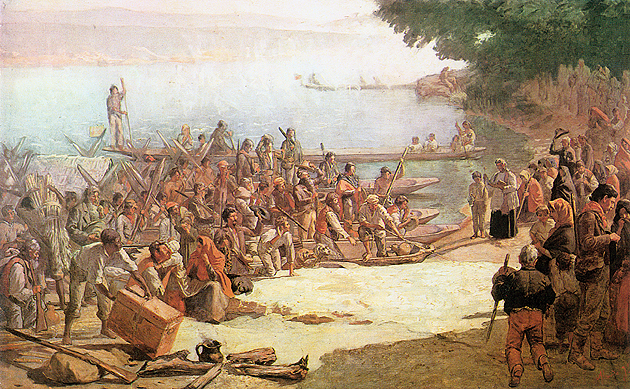
Estudo da Partida da Monção, 1897. Pintura de Almeida Júnior.

No século XVII, as atividades econômicas da vila limitavam-se quase que exclusivamente à agricultura de subsistência. A produção e exportação de açúcar não tinha grande desenvolvimento, embora crescessem outros cultivos nos arredores da vila, como o de trigo, mandioca e milho, além da criação de gado. Não obstante, São Paulo permanecia como um núcleo de povoamento pobre e isolado das áreas mais dinâmicas da colônia. Assim, já nas primeiras décadas do século, os paulistas começaram a organizar as bandeiras – grandes expedições que partiam em direção aos sertões inexplorados da colônia, em busca de mão-de-obra indígena, pedras e metais preciosos. Em pouco tempo, os bandeirantes se tornaram os grandes responsáveis pela ampliação dos limites das fronteiras da colônia, incorporando ao território do Brasil inúmeras áreas que, de acordo com o Tratado de Tordesilhas, pertenciam à Espanha.
Os bandeirantes se tornaram figuras centrais na história política de São Paulo no século XVII, e a autoridade local dos exploradores por vezes sobrepujava os interesses da Igreja Católica e da própria coroa portuguesa. Em 1640, a forte oposição dos jesuítas à captura e comercialização da mão-de-obra indígena promovida pelos bandeirantes levou a uma série de conflitos entre os dois grupos, que culminariam, em 13 de julho daquele ano, com a expulsão dos jesuítas de São Paulo, medida que teve apoio dos comerciantes da vila. Os jesuítas só obteriam permissão para retornar a São Paulo em 1653.

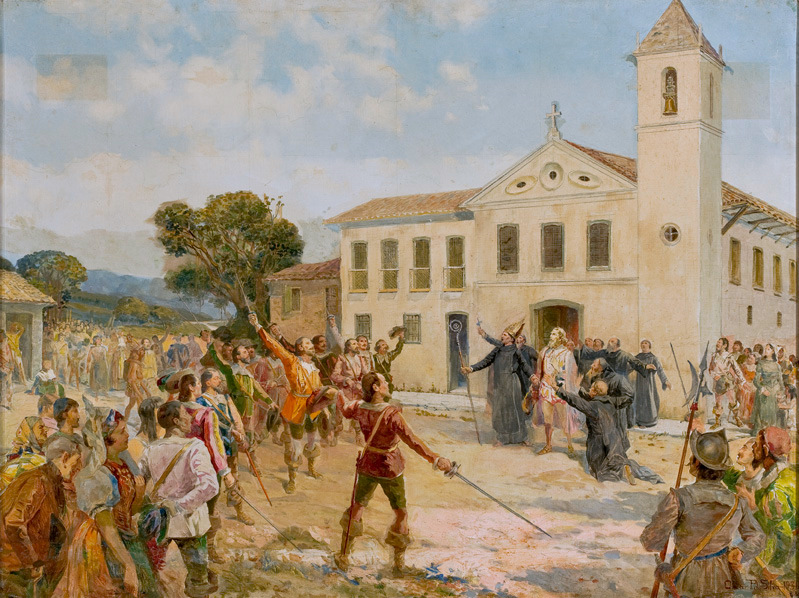
Aclamação de Amador Bueno, 1909. Pintura de Oscar Pereira da Silva.

É também na vila de São Paulo que se registra, no mesmo ano de 1640, o primeiro movimento nativista do Brasil, a chamada "Aclamação de Amador Bueno". Com o fim da Guerra da Restauração, em que Portugal restabeleceu sua independência política da Espanha, os moradores de São Paulo, principalmente bandeirantes e comerciantes, temiam ser prejudicados, já que haviam se beneficiado economicamente do tráfico de indígenas na região do rio da Prata durante as décadas em que vigorou a União Ibérica. Como forma de protesto, declararam São Paulo reino independente, e Amador Bueno, capitão-mor, proprietário de terras, rico morador da vila e irmão do bandeirante Francisco Bueno, é aclamado como rei. Amador Bueno, no entanto, rejeita o título e jura fidelidade à coroa portuguesa, encerrando o levante.
Em um primeiro momento, a concentração da atividade bandeirista em São Paulo fomentou, ainda que de forma tímida, a atividade econômica da vila, que ensaia exercer, pela primeira vez, a posição de entreposto comercial. Alguns bandeirantes, enriquecidos com o comércio de escravos indígenas, faziam benfeitorias na vila. Fernão Dias, eleito juiz ordinário e presidente da Câmara Municipal, por exemplo, doou aos monges beneditinos os recursos necessários para a reconstrução do Mosteiro de São Bento. Outras ordens religiosas se instalariam na cidade no século XVII, como os franciscanos, que em 1647 haviam inaugurado o convento (demolido em 1932, para dar lugar à Faculdade de Direito) e a igreja de São Francisco, no largo homônimo.
Embora a maior parte das edificações construídas durante o período colonial tenham sido demolidas nos séculos seguintes, algumas das sedes de fazenda erigidas entre os séculos XVII e XVIII ainda podem ser observadas em São Paulo. É o caso dos sítios arqueológicos Casa do Tatuapé, Casa do Itaim, Casa do Bandeirante, Casa do Sertanista, Morrinhos, sítio da Ressaca, Sítio do Capão e Casa do Sítio Mirim, locais convencionalmente chamados de casas bandeiristas. Outros locais onde há vestígios materiais da antiga vila de São Paulo de Piratininga e aldeamentos nas cercanias são os sítios arqueológicos Guaianazes, Pinheiros 2, Santo Amaro 01, Travessa da Sé, Horácio Lafer e Poço Jesuíta.

### A corrida pelo ouro

Divisão administrativa do Brasil após a Guerra dos Emboabas.

Estrategicamente localizada defronte os principais caminhos para o interior, e banhada pelo rio Tietê (cujo curso natural servia de caminho ao interior da capitania e à atual região Centro-Oeste), São Paulo converteu-se no principal centro do movimento bandeirante, especialmente a partir da década de 1660. Foi da vila que partiram as históricas expedições de Fernão Dias Pais, Antônio Raposo Tavares, Domingos Jorge Velho e de Bartolomeu Bueno da Silva, entre outras.
Em 1690, os bandeirantes paulistas descobriram ouro no "Sertão do Cuieté", atual estado de Minas Gerais. Repetiriam o feito alguns anos mais tarde, em Mato Grosso e Goiás. Em fins do século XVI, contudo, a mineração de ouro já ocorria nos arredores do Pico do Jaraguá, onde diversas lavras auríferas foram exploradas por colonos como Afonso Sardinha. Embora tenham gerado muito menos ganhos quando comparadas às minas encontradas pelos paulistas nos estados de Minas Gerais, Mato Grosso e Goiás, a busca pelo ouro na então São Paulo de Piratininga provavelmente foi a primeira experiência minerária na América Portuguesa, motivando a criação de uma Casa de Fundição já no primeiro século de colonização.
Primeiros a explorar e ocupar o território mineiro, os paulistas logo enfrentariam a concorrência de luso-brasileiros de outras regiões da colônia, culminando no conflito denominado Guerra dos Emboabas. A descoberta paulista despertou pela primeira vez a atenção do reino português sobre a vila, já que São Paulo, a essa altura, não apenas concentrava a partida das expedições, mas também tornara-se o núcleo principal de irradiação das correntes de povoamento que se dirigiam para Minas Gerais e, posteriormente, para o Mato Grosso e Goiás. Como consequência, em 1709, São Paulo substitui São Vicente como sede administrativa da capitania (que tem seu nome alterado para Capitania de São Paulo e Minas de Ouro). Em  1711, São Paulo é elevada a cidade. Conta nesse ano 9 mil habitantes. Em 1745, torna-se sede de bispado autônomo, separando-se da diocese do Rio de Janeiro.
Embora a corrida pelo ouro de Minas tenha enriquecido muitos desbravadores paulistas, o efeito sobre a cidade foi o oposto. O esvaziamento populacional empobreceu São Paulo, que assistiu a um longo período de estagnação em seu crescimento econômico. Com o esgotamento das jazidas mineiras, na segunda metade do século XVIII, a situação se agrava, e muitos paulistas retornam aos seus locais de origem. A cidade recebe novo fluxo populacional e tenta reorganizar sua atividade econômica.

### O ciclo do açúcar

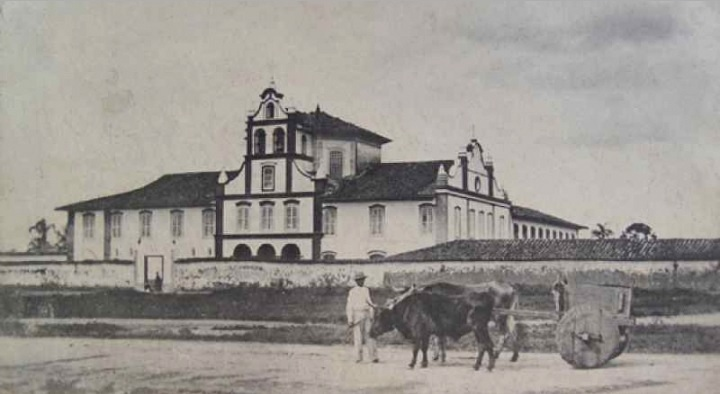
O Mosteiro da Luz, em fotografia de 1867.

O governo paulista passa a desenvolver um plano de fixação de suas populações em áreas exploradas da capitania, e começa a fornecer incentivos à lavoura e à indústria. O plantio da cana-de-açúcar é estimulado nas áreas a sudeste da capital, e grandes fábricas de tecelagem e fundição são instaladas. Em 1792, a abertura da Calçada do Lorena, importante obra de engenharia do período colonial, ligando as cidades de São Paulo e Santos, forneceria condições adequadas para o transporte de açúcar e de outros gêneros alimentícios produzidos no interior da capitania. São Paulo é beneficiada por sua posição geográfica estratégica, como encruzilhada natural das vias de circulação entre o interior e o litoral da colônia. Afirma então seu papel de centro comercial, através do qual se fazia o escoamento da produção, rumo ao porto de Santos.
De forma ainda intermitente, São Paulo começa a prosperar, e novas edificações são erguidas. Em 1750, com a expulsão dos jesuítas do Brasil, dessa vez por determinação do marquês de Pombal, os bens da ordem são confiscados. A igreja dos jesuítas, reconstruída no início do século XVIII, é transformada em sede da administração da capitania (agora, já separada de Minas Gerais e renomeada Capitania de São Paulo). Em 1765, é fundada a Casa de Ópera do Pátio do Colégio, primeiro teatro da cidade, e em 1775 é inaugurado o Cemitério dos Aflitos, primeira necrópole paulistana, destinada ao enterro de pobres, escravos e condenados à forca. Também do século XVIII são o Mosteiro da Luz (recolhimento de religiosas construído em taipa de pilão, a partir do projeto de Frei Galvão, de 1774) e a Igreja das Chagas do Seráfico Pai São Francisco (1787), entre outros. Em 1798, a cidade inaugura seu Jardim Botânico (atual Jardim da Luz). Ainda no fim do século XVIII, por iniciativa do marechal José Arouche de Toledo Rendon, os limites urbanos da cidade são expandidos, com a abertura da rua São João e da ponte do Marechal, sobre o rio Anhangabaú. Começa a ser formado o Campo do Curro, atual Praça da República.

## Período imperial

### O primeiro reinado e a Faculdade de Direito

Independência ou Morte!, 1888. Pintura de Pedro Américo.

Durante a maior parte de todo o século XIX, São Paulo preservaria as características de uma cidade provinciana, mas vê crescerem suas possibilidades de desenvolvimento após a transferência da Família Real Portuguesa para o Rio de Janeiro. A abertura dos portos às nações amigas, decretada por Dom João VI em 1808, dá novo alento à economia do litoral paulista, ao passo que interior da capitania continua a registrar relativa prosperidade com a plantação da cana-de-açúcar. A capital, situada em meio à rota obrigatória para o escoamento da produção do açúcar, assiste ao desenvolvimento do comércio.

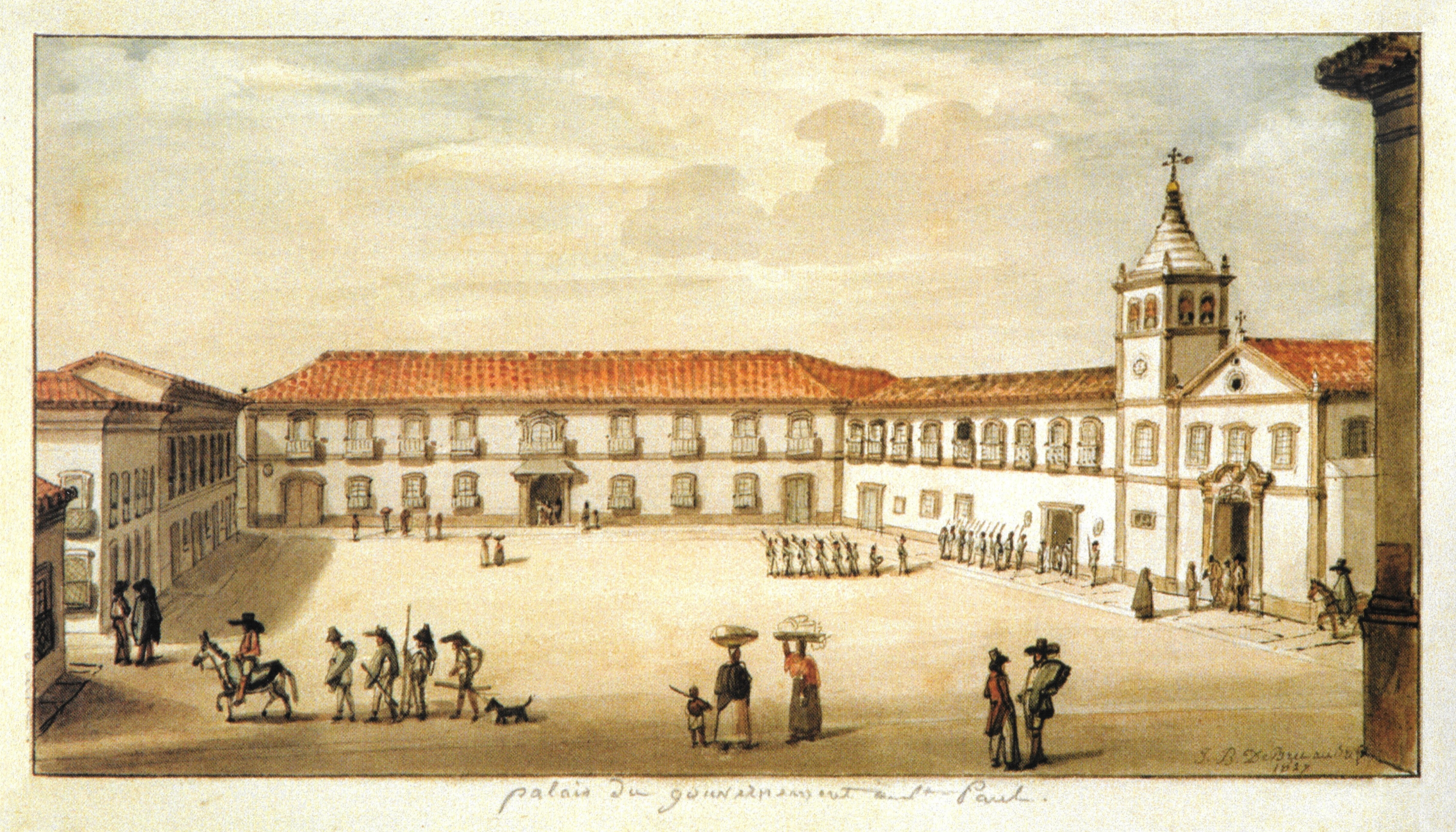
Palácio do Governo de São Paulo em 1827 (atual Pátio do Colégio), por Jean-Baptiste Debret.

Cresce a importância política da capitania (que se torna província em 1821), e a cidade de São Paulo serve de palco para acontecimentos de grande importância na história do país. Entre os mais destacados nomes da campanha pela independência brasileira figurou um paulista, José Bonifácio de Andrada e Silva. E foi na capital paulista, à margens do riacho do Ipiranga, que Dom Pedro I proclamou a independência do Brasil. Também vivia na cidade a mais célebre amante do imperador, a marquesa de Santos. Construído em fins do século XVIII, o Solar da Marquesa de Santos foi tombado em 1971 pelo CONDEPHAAT enquanto parte do patrimônio histórico do estado de São Paulo.

Após a independência, São Paulo recebeu o título de "Imperial Cidade", outorgado por D. Pedro I em 1823. Em 1825, é criada a Biblioteca Pública Oficial de São Paulo, a primeira da província. Em 1827, é lançado o primeiro periódico da cidade, O Farol Paulistano. Em 1828, é inaugurada a Faculdade de Direito do Largo São Francisco. Trata-se da mais antiga instituição de ensino jurídico do país, ao lado da Faculdade de Direito de Olinda, ambas instituídas por decreto imperial de 1827. Após a instalação da faculdade, a cidade recebe o título de "Imperial Cidade e Burgo dos Estudantes de São Paulo de Piratininga". O consequente afluxo de mestres e estudantes ocasiona uma radical mudança no cotidiano da cidade. Além de demandar a construção de hotéis, restaurantes e núcleos artísticos, a aglomeração de acadêmicos enriquece a vida cultural paulistana. Ao longo da história, a faculdade (incorporada à USP em 1934) formou parte considerável da elite intelectual e política brasileira, e seu edifício (instalado no local do antigo convento de São Francisco) foi palco de atos e manifestações públicas relacionadas a inúmeros fatos da vida política do país.

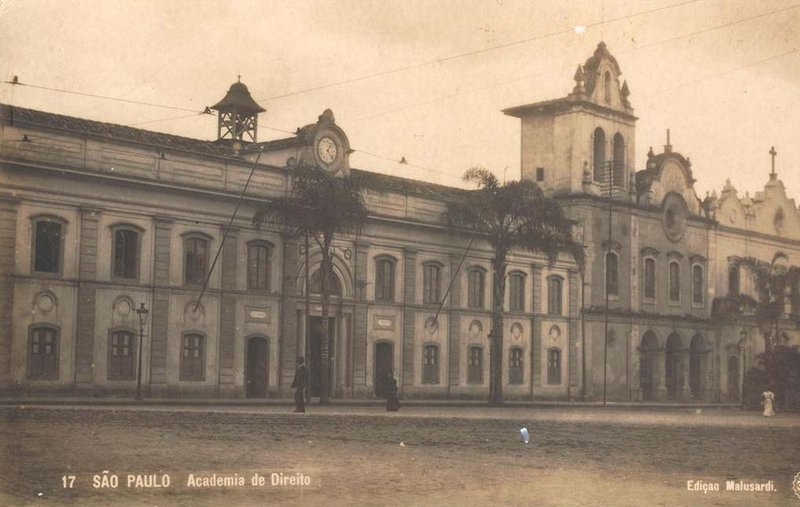
A Faculdade de Direito, instalada no antigo Convento de São Francisco.

Em 1830, o jornalista Libero Badaró, escritor do liberal Observador Constitucional (segundo periódico mais antigo da cidade, fundado em 1828), escreve artigo comentando sobre a Revolução de 1830, na França, que levou à deposição de Carlos X, em que exortava os brasileiros a seguirem o exemplo dos franceses. Logo em seguida, estudantes da Faculdade de Direito realizam manifestações públicas de apoio às ideias republicanas expressas no artigo do jornalista, e são ameaçados legalmente. O Observador Constitucional abre campanha em favor dos estudantes, e os ânimos se exaltam. Em 20 de novembro deste mesmo ano, Líbero Badaró é assassinado em uma emboscada. A repercussão na cidade foi imediata: cinco mil pessoas comparecem ao enterro, e o clamor por justiça leva à prisão do ouvidor Cândido Japiaçu, acusado de envolvimento no assassinato. A consequência principal do episódio é o reforço ao desgaste político de Dom Pedro I, que por esta e por outras razões, renuncia ao trono no ano seguinte.

### O segundo reinado e o ciclo do café

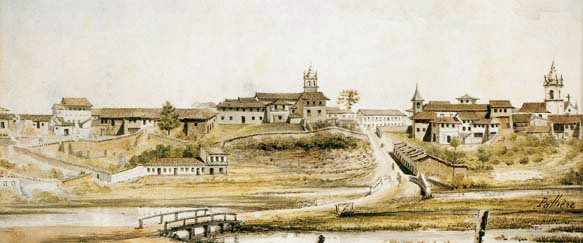
São Paulo em 1821. Aquarela de Arnaud Julien Pallière, representando a Várzea do Carmo.

Desde as primeiras décadas do século XIX, a queda dos preços do açúcar nos mercados internacionais havia motivado o cultivo do café no Brasil. Vindo do Rio de Janeiro, o café começou a ser extensivamente cultivado em São Paulo, sobretudo na região do Vale do Paraíba. Em 1850, o café já era o principal produto exportado por São Paulo. Do Vale do Paraíba, os cafezais se espalharam pelas terras roxas do oeste paulista, antes ocupadas com a cana-de-açúcar (Rio Claro, Campinas e Jaú), enriquecendo a província. A partir do reinado de D. Pedro II, a cidade ganha novo impulso com o desenvolvimento da economia cafeeira: os setores de comércio e de serviços aumentam consideravelmente e observa-se a formação de uma expressiva burguesia.
Muitos fazendeiros prosperam, com lucros provenientes da utilização do trabalho assalariado e do emprego de mão-de-obra imigrante. A abundância de recursos financeiros propicia a realização de grandes investimentos, a maior parte custeada pela iniciativa privada. São abertas várias ferrovias, interligando a cidade de São Paulo às principais áreas produtoras da província e ao porto de Santos: a primeira é a São Paulo Railway, inaugurada em 1867, à qual se segue a Estrada de Ferro Sorocabana, entregue em 1870. Ao mesmo tempo, em áreas mais distantes do centro da cidade, as quais posteriormente seriam alcançados pela vertiginosa expansão urbana do século XX, um modo de vida rural ainda predominava, com diversas fazendas distribuídas por esse território.

No primeiro censo nacional, realizado em 1872, São Paulo contabilizava 31 385 habitantes. A cidade ganha casas exportadoras e vários bancos de financiamento. Sua fisionomia começa a mudar: o casario baixo e acanhado começa a ceder lugar a edificações maiores e tipicamente urbanas. Com vistas a garantir a salubridade, é inaugurado, em 1858, o Cemitério da Consolação, o mais antigo em funcionamento da cidade. Em 1865, é fundado o Teatro São José. Em 1872, são instalados os serviços de abastecimento de água, esgoto e iluminação a gás, e é criado o sistema de transporte com bondes de tração animal. Em 1884, começam a funcionar as primeiras linhas telefônicas. Para suprir as necessidades educacionais da crescente elite paulistana e minorar os problemas provenientes da falta de habilitação técnica, a iniciativa privada inaugura as primeiras instituições de ensino (Instituto Presbiteriano Mackenzie, em 1870; Liceu de Artes e Ofícios de São Paulo, em 1873; Escola Alemã, em 1878).

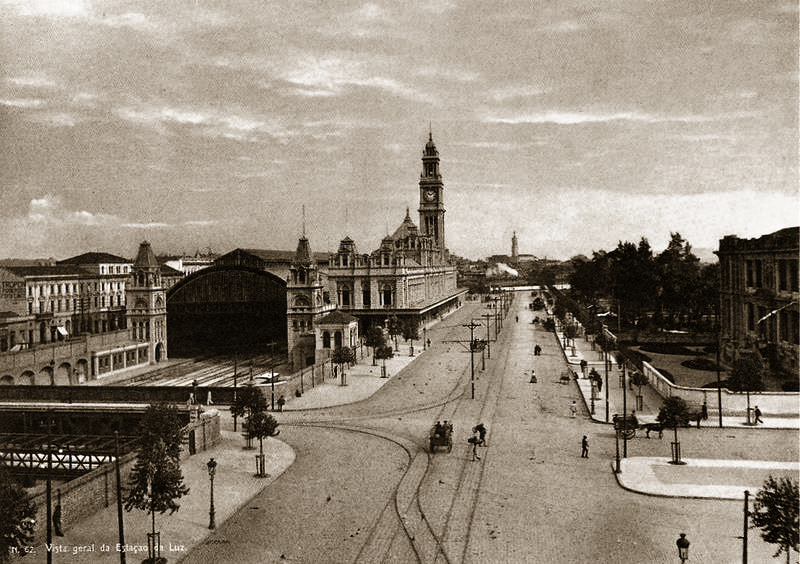
A Estação da Luz em 1900: símbolo da prosperidade trazida pelo café.

Após a década de 1880, o café teve nova valorização internacional. Os fazendeiros paulistas, entretanto, tinham de lidar com o problema da escassez de trabalhadores. Após a promulgação da Lei Eusébio de Queirós e a consequente abolição do tráfico negreiro, ocorrida em 1850, os negros escravizados tornaram-se escassos e cada vez mais caros. Para substituí-los, começaram a chegar os imigrantes, sobretudo italianos. Um número significativo desses imigrantes fixou-se na própria capital, empregando-se nas primeiras indústrias que se instalavam nos bairros do Brás e da Mooca, a partir de investimentos provenientes dos lucros obtidos pelos empresários do setor cafeicultor. Em 1882, é fundada a Hospedaria dos Imigrantes, a princípio no Bom Retiro (1882) e posteriormente na Mooca (1885).

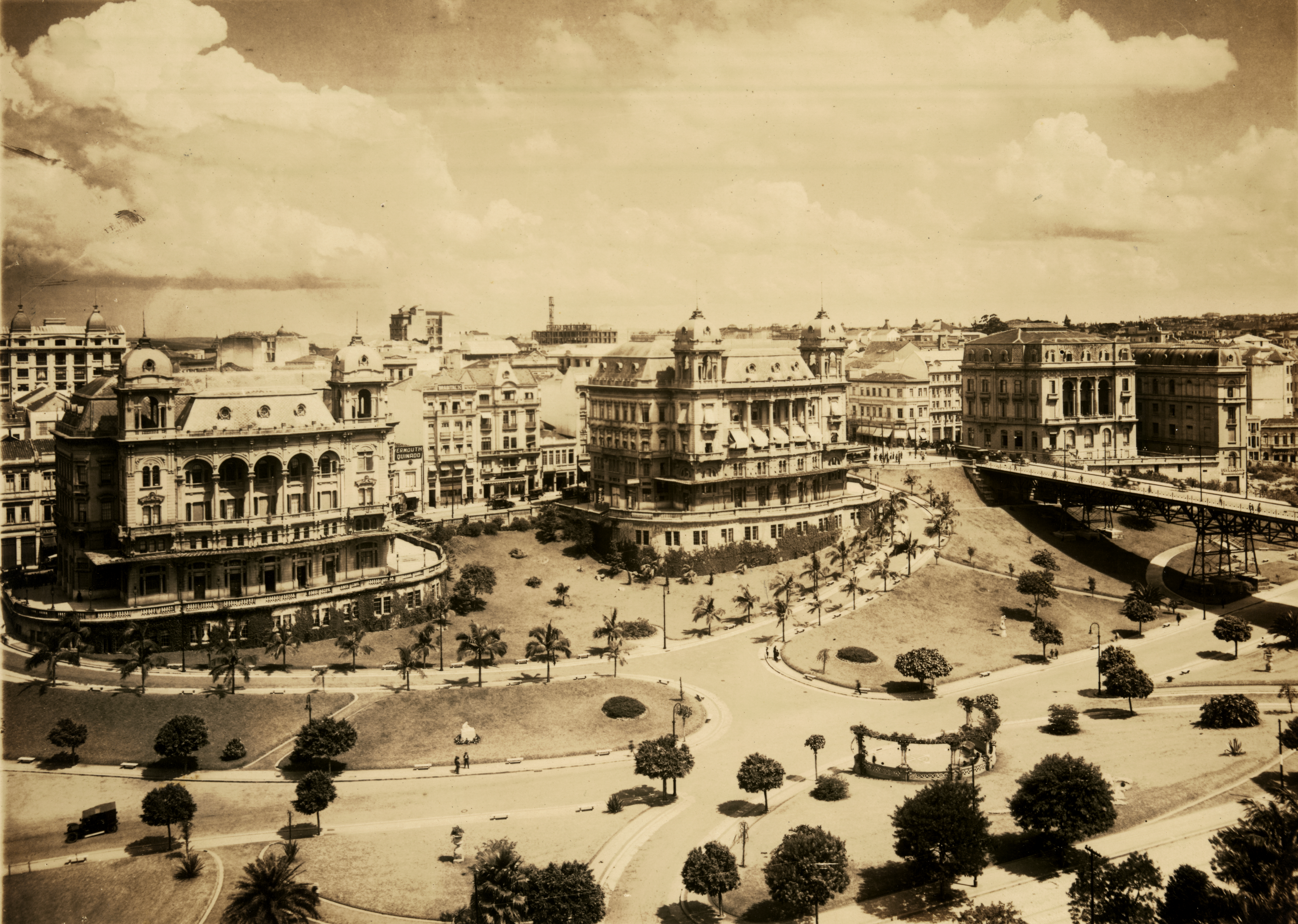
Vale do Anhangabaú na década de 1920. Arquivo Nacional.

A riqueza proveniente dos cafezais e de uma indústria ainda incipiente sustentou a liderança paulista no movimento republicano. Em 1873, realiza-se em Itu a primeira convenção republicana do Brasil, e é criado o Partido Republicano Paulista (PRP), que utilizará o periódico Correio Paulistano como veículo oficial. Com a extinção da escravidão após a promulgação da Lei Áurea, em 1888, os fazendeiros paulistas exigem indenização pela perda de propriedade. Sem conseguir, aderem ao movimento republicano como forma de pressão. O império perde sua última base de sustentação (crises políticas e econômicas iniciadas ou agravadas após a Guerra do Paraguai já haviam afastado a igreja e os militares da base de apoio da monarquia) e a república é proclamada no Rio de Janeiro, a 15 de novembro de 1889.

## República Velha

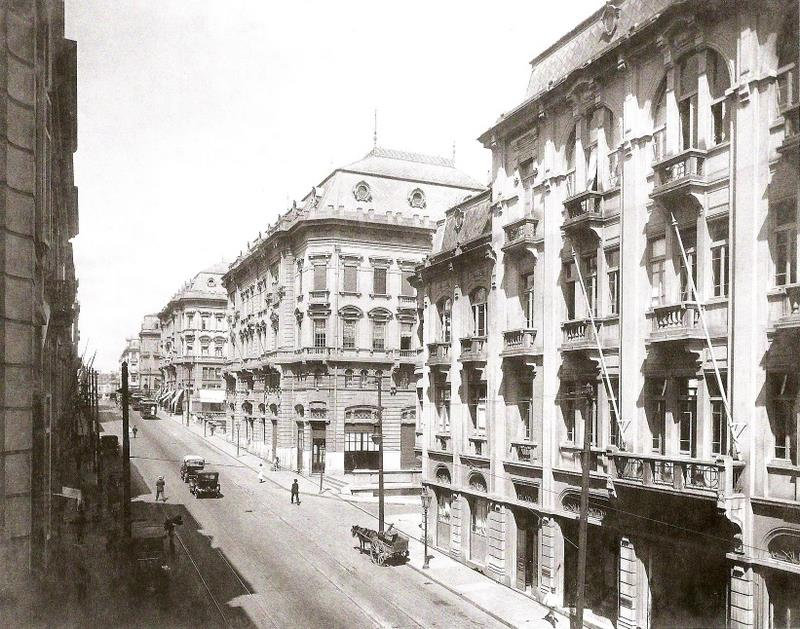
Guilherme Gaensly. Rua Libero Badaró, sentido Praça do Patriarca, c. 1920. Instituto Moreira Salles, São Paulo.

Com o fim do Segundo Reinado que a cidade de São Paulo, assim como o estado de São Paulo, tira grande proveito da situação e tem crescimento econômico e populacional fabulosos, fruto da política do café com leite e de mudanças estruturais do federalismo no Brasil pelo estado de São Paulo, com a ajuda de Minas Gerais. Em 1890, a cidade contava com cerca de 65 000 habitantes, contingente populacional que chegou a 240 000 no ano de 1900.
O auge do período do café é representado pela construção da segunda Estação da Luz (edifício que hoje recebe tal denominação) no fim do século XIX. Neste período, o centro financeiro da cidade desloca-se de seu centro histórico (região chamada de "Triângulo Histórico") para áreas mais a Oeste. O vale do rio Anhangabaú é ajardinado e a região do outro lado do rio passa a ser conhecida como Centro Novo. Os melhoramentos realizados na cidade pelos administradores João Teodoro Xavier e Antônio da Silva Prado contribuem para o clima de desenvolvimento: estudiosos consideram que a cidade inteira foi demolida e reconstruída. O processo de urbanização paulistano da virada do século XIX para o XX é reflexo direto desse contexto, aglutinando antigos aldeamentos (como o atual distrito de Pinheiros) anteriormente distantes do centro original de São Paulo.
Neste período a cidade passa a ser chamada, por estes estudiosos como a "cidade da alvenaria", visto que o sistema construtivo adotado passa a ser a alvenaria, especialmente aquela importada da Europa. Tal mudança altera profundamente a paisagem da cidade: seus habitantes consideram os estilos arquitetônicos do período colonial como "antiquados" e "provincianos" e passam a adotar o ecletismo possibilitado pela alvenaria. O atual edifício da Pinacoteca do Estado (construído em 1900 para sediar o Liceu de Artes e Ofícios de São Paulo) é exemplar deste período da cidade. Essas profundas mudanças na sociedade paulistana também se manifestaram nos costumes e práticas domésticas, tornando-se mais comum o uso de louças finas pelas famílias paulistanas de classe média, bem como pelo surgimento de edificações residenciais de alvenaria.

## Século XX

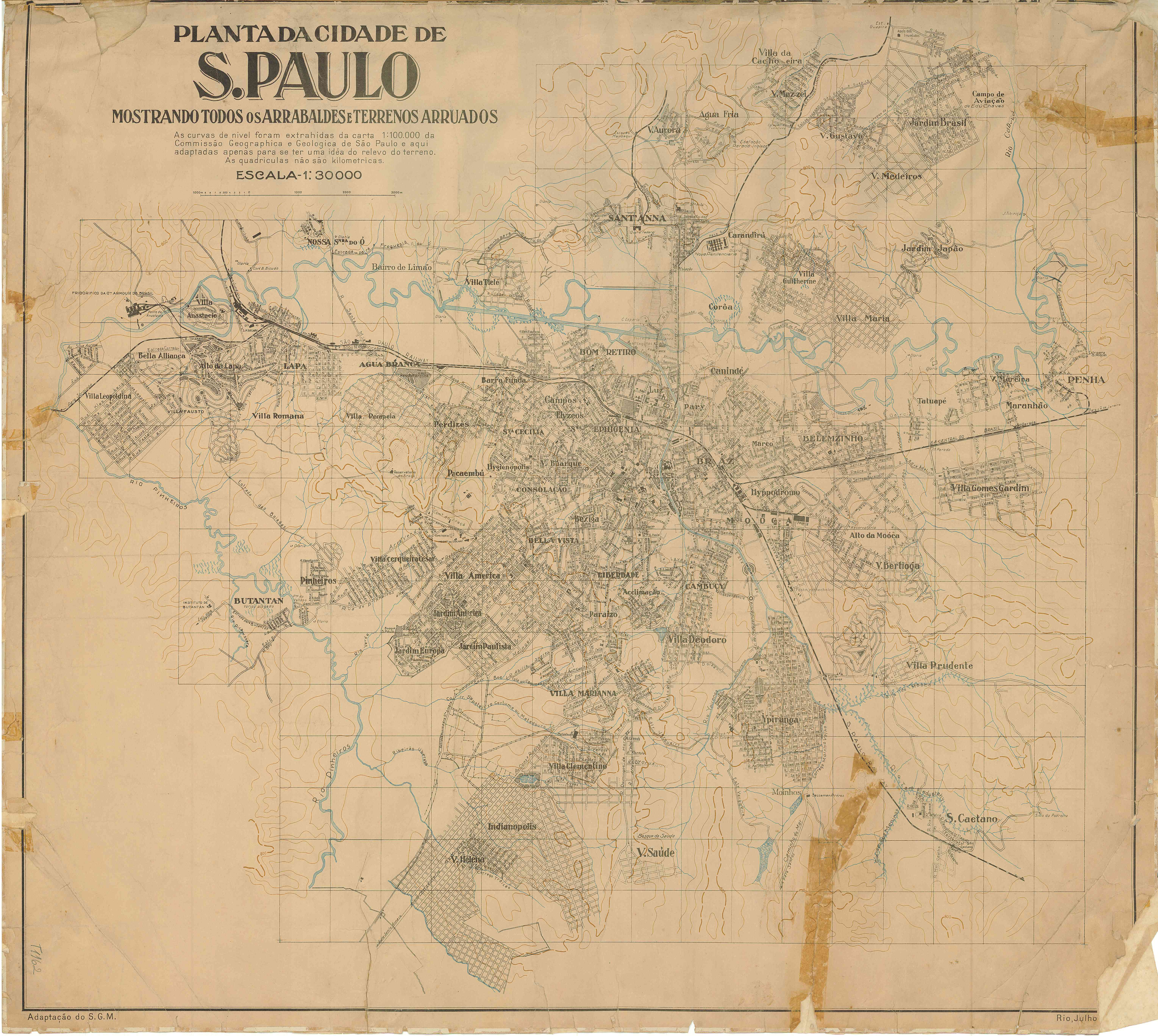
Mapa da cidade em 1924.

Com o crescimento industrial da cidade, no século XIX e XX, a sua área urbanizada passou a aumentar em ritmos acelerados, sendo que alguns bairros residenciais foram construídos em lugares de chácaras. O grande surto industrial se deu durante a Segunda Guerra Mundial, devido à crise na cafeicultura e às restrições ao comércio internacional, o que fez a cidade ter uma taxa de crescimento muito elevada até os dias atuais. Uma das indústrias de maior destaque nesse período é o conglomerado conhecido como Indústrias Reunidas Fábrica Matarazzo, a qual tinha seu parque industrial de cerca de 100 000 metros quadrados localizado no bairro da Água Branca, o qual funcionou entre as décadas de 1920 e 1980.
O fim da República Velha, assim como as seguidas crises econômicas que abalaram o café enquanto commodity na primeira metade do século XX, representam um marco político não só nacional, mas também da própria cidade de São Paulo. Nesse período, movimentos como a Greve Geral de 1917 e a Revolta Paulista de 1924 simbolizam a dimensão das manifestações populares que já ocorriam em São Paulo, bem como a disposição do governo federal em reprimir de forma veemente tais insurreições, ainda que à custa de parte da infraestrutura urbana paulistana.

### Revolta paulista de 1924
Em 1924, durante a presidência estadual de Carlos de Campos, ocorre em São Paulo, tanto na capital quanto no interior, a Revolução de 1924, que obriga Carlos de Campos a se retirar da capital. Acontecem destruições e depredações e bombardeiro. A capital paulista foi palco do maior conflito urbano da história do Brasil, em cenas que lembravam a Primeira Guerra Mundial, com explosões de bombas, moradias e prédios destruídos, bombardeios por aviões, soldados com metralhadoras, população fugindo pelas ruas, tanques de guerra cruzando a cidade e trincheiras abertas nas ruas. Os rebeldes são derrotados e rumam para o sul do Brasil.

### Revolução Constitucionalista de 1932
Por conseguinte, a chamada Revolução Constitucionalista de 1932 representa um choque mais amplo de interesses políticos, no qual parte da elite paulista e paulistana contestou a perda do poder político em escala nacional após a deposição de Washington Luís. Apesar da derrota paulista, um fato revelador da manutenção do prestígio político e econômico da elite paulistana foi a criação da Universidade de São Paulo em 1934, originalmente criada com a função de fornecer instrução de excelência para essa mesma elite, recebendo diversos professores estrangeiros de grande prestígio em seus anos iniciais.

### Segunda metade do Século XX

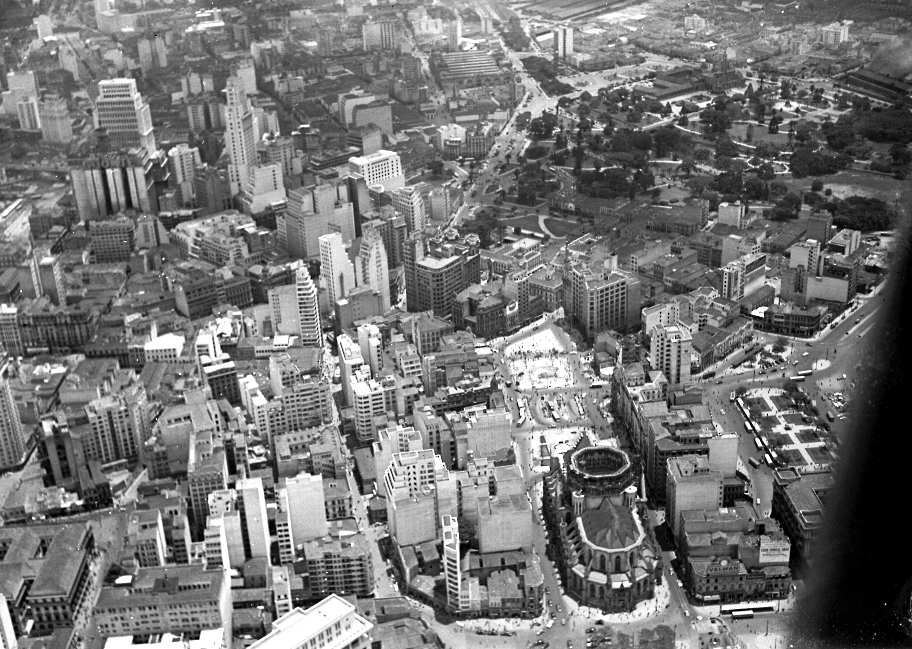
São Paulo nos anos 1950

Em 1953, ocorre a primeira eleição direta para a prefeitura da cidade, sendo eleito o candidato Jânio Quadros com cerca de dois terços de votos. Em sua primeira gestão, que durou até 1955, São Paulo completou quatrocentos anos de fundação, em 25 de janeiro de 1954. Neste dia, foi inaugurada a atual Catedral da Sé, dedicada somente em 5 de setembro seguinte. Em 21 de agosto daquele ano, são inaugurados o Parque Ibirapuera e o Monumento às Bandeiras. Em 9 de julho de 1955, é inaugurado o Obelisco de São Paulo, como parte das comemorações dos 23 anos da Revolução de 1932, embora o monumento só tenha sido concluído em 1970.

Segundo o censo realizado em 1960, a cidade de São Paulo contava com uma população de 3 825 350 habitantes. Nessa época, o município já era considerado o mais populoso do Brasil, também concentrando a maior parte da produção industrial e atividade econômica do país. Esse crescimento acelerado na primeira metade do século XX se deveu não só a imigração estrangeira, mas também à chegada de brasileiros de diversas regiões, em sua maioria atraídos pela demanda de mão-de-obra das indústrias localizadas em São Paulo. Nas palavras do geógrafo Pasquale Petrone, o qual escreveu em 1951 justamente sobre a rápida modificação urbana pela qual São Paulo esteve submetida no século XX:
“No que se refere à construção de prédios, parece não existir nenhuma cidade que a iguale: não há rua que não ofereça um telhado novo, raras são as que não assistem à construção de um prédio. Prédios residenciais, finos ou modestos, palacetes ou bangalôs estandartizados, arranha-céus, de 8 a 10 andares e gigantes de mais de 25 andares, com sua estrutura de cimento armado. Enquanto em Nova York constrói-se, a cada ano, uma casa para cada grupo de 423 habitantes, em Buenos Aires para 134, em São Paulo registra-se a média de 102. Nos últimos anos, o aumento médio anual de prédios foi mais de 18 000, embora já se tenha registrado um total de mais de 24 000 por ano. Pode-se afirmar, sem receio de errar, que se constrói em São Paulo uma casa em cada 20 minutos!"
Com a instauração do regime militar no Brasil em 1964, Prestes Maia é mantido no cargo de prefeito, administrando a cidade até 7 de abril de 1965, poucos dias antes de sua morte. Em 8 de abril, assume a prefeitura José Vicente Faria Lima, que governou São Paulo até 1969, ano em que foi editado o Ato Institucional n° 3, que acabou com as eleições diretas para prefeito, fazendo com que São Paulo passasse a ter seus prefeitos nomeados pelo governador do estado. Foram eles Paulo Maluf (1969-1971), Figueiredo Ferraz (1971-1973), Miguel Colasuonno (1973-1975), Olavo Setúbal (1977-1979), Reinaldo de Barros (1979-1982), Antônio Salim Curiati  (1982-1983) e Mário Covas (1983-1985).

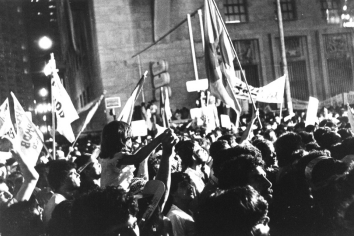
Passeata no centro de São Paulo, em 16 de abril de 1984, que reuniu cerca de 1,5 milhão de pessoas

Em 27 de novembro de 1983, São Paulo foi palco pela primeira vez das Diretas Já, um movimento que reuniu milhares de pessoas em frente ao estádio do Pacaembu e que reivindicava a volta das eleições diretas para Presidente da República. Em 25 de janeiro de 1984, na Praça da Sé, a cidade foi pela segunda vez palco do movimento e pela terceira vez em 16 de abril seguinte, em uma passeata desde a Praça da Sé até o Vale do Anhangabaú.
Por força da emenda constitucional 25, de maio de 1985, os municípios voltaram a eleger seus prefeitos diretamente. Sendo assim, em 15 de novembro de 1985, São Paulo realizou a primeira eleição direta desde 1969, sendo eleito o candidato Jânio Quadros, ex-prefeito da cidade, ex-governador do estado de São Paulo e ex-presidente da República. Nas eleições de 1988, São Paulo elegeu a primeira mulher prefeita, Luiza Erundina, à frente do executivo municipal até 1992.

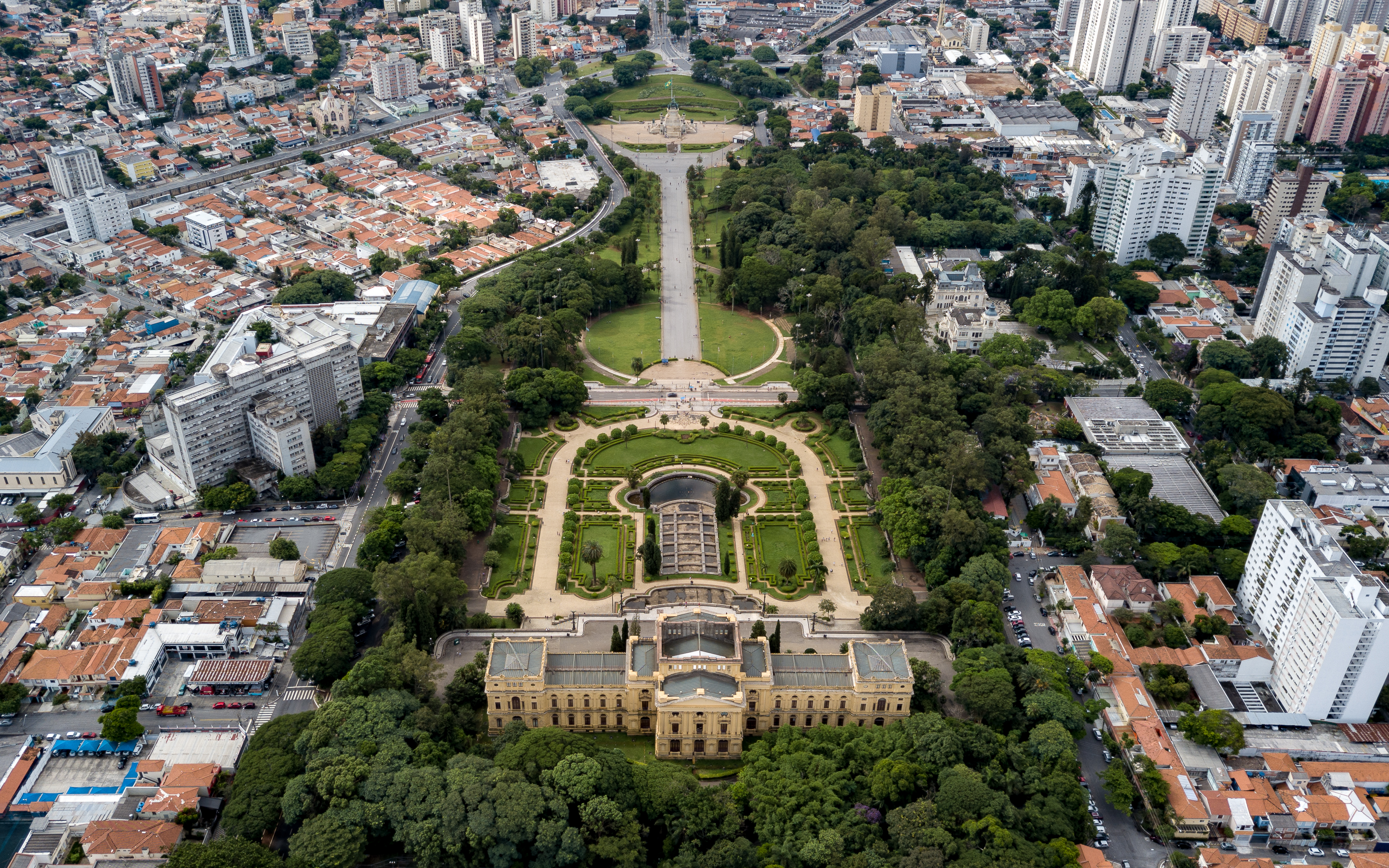
Parque da Independência, inaugurado em 1989 como parte nas comemorações dos 167 anos da independência do Brasil

Em 7 de setembro de 1989 é inaugurado o Parque da Independência. De 1993 a 1997, o ex-prefeito Paulo Maluf administrou a cidade pela segunda vez, sendo sucedido por Celso Pitta (1997-2000), Marta Suplicy (2001-2004) e José Serra (2005-2006), que renunciou um ano e meio depois para se candidatar ao governo do estado de São Paulo, obtendo êxito. Seu vice Gilberto Kassab, assume o executivo e foi reeleito em 2008, conduzindo a prefeitura até 2012.
Kassab foi sucedido por Fernando Haddad (2013-2016) e este por João Doria (2017-2018), o primeiro prefeito de São Paulo a ser eleito em primeiro turno desde a instituição da reeleição, em 1997. Doria renunciou em 2018 para se candidatar a governador, assumindo em seu lugar Bruno Covas (2019-2021), reeleito como titular em 2020 e sendo empossado em janeiro de 2021. Seu segundo mandato, no entanto, durou pouco mais de quatro meses, vindo a óbito em 16 de maio de 2021, vítima de um câncer. Ricardo Nunes, seu vice, assumiu o comando do executivo, sendo reeleito em 2024.
Todo ano a metrópole prepara uma programação especial e diversificada para celebrar a data de sua fundação. São programadas várias atividades para a festa de aniversário paulistana, como shows, oficinas, circo, teatro e outros eventos para relembrar e festejar a fundação do munícipio.